# Independence (Virginia)
Independence település az Amerikai Egyesült Államok Virginia államában, Grayson megyében, melynek megyeszékhelye is. Lakosainak száma 1011 fő (2020. április 1.).

## Népesség
A település népességének változása:

| 2010 | 947   |
| 2020 | 1 011 |